# Portrait d'Ambroise Vollard (Bernard)
Pour les articles homonymes, voir Ambroise Vollard (homonymie).
Portrait d'Ambroise Vollard est un tableau réalisé par le peintre français Émile Bernard en 1916. Cette huile sur toile est un portrait qui représente le marchand de l'artiste, Ambroise Vollard, alors que celui-ci est occupé à une lecture. Depuis son acquisition en 1994, elle est conservée au musée Léon-Dierx, à Saint-Denis de La Réunion, la ville natale du modèle.